# Сергийчук, Сергей Иванович
Сергей Иванович Сергийчук (укр. Сергій Іванович Сергійчук; 22 декабря 1970, Киев — 27 августа 2024, Кривой Рог) — украинский государственный и политический деятель. Председатель Черкасской областной государственной администрации (28 августа — 29 декабря 2020).

## Биография

### Образование
1989—1994 — Киевское высшее инженерное-радиотехническое училище противовоздушной обороны имени маршала авиации Покрышкина (КВИРТУ ПВО, с 1993 года — Киевский военный институт управления и связи), факультет радиотехнической разведки, квалификация специалист радиоинженер.
Окончил юридический факультет Киевского национального университета имени Тараса Шевченко (1995—2000). Высшее техническое, высшее юридическое.
2006 — Академия Службы безопасности Украины, курсы повышения квалификации для начальников управлений и заместителей.
2008 — Национальная академия государственного управления при Президенте Украины, курсы повышения квалификации для председателей государственных администраций.

### Трудовая деятельность
- Октябрь — декабрь 1988 — лаборант проблемной лаборатории адаптивного управления процессами и полями Киевского политехнического института.
- Декабрь 1988 — август 1989 — срочная военная служба.
- Сентябрь 1989 — июнь 1994 — курсант Киевского военного института управления и связи.
- Июнь — июль 1994 — в распоряжении МВД Украины и командирован в распоряжение СБУ.
- Июль 1994 — апрель 2019 — военная служба в Центральном аппарате СБУ на должностях начальника управления, заместителя начальника СБУ Управления СБУ в Киеве и Киевской области, служба на должностях оперативного и командно-оперативного состава.
- Январь 2007 — январь 2009 — и. о. председателя Днепровской районной в г. Киеве государственной администрации, заместитель председателя Днепровской районной в г. Киеве государственной администрации.
- Январь 2009 — январь 2013 — советник Комитета Верховной Рады Украины по вопросам социальной политики и труда.
- С ноября 2010 возглавляет международную общественную организацию "Платформа «Диалог Евразии»[5].
- Январь 2013 — январь 2018 — советник руководителя Аппарата Верховной Рады Украины (на общественных началах).
- Апрель — сентябрь 2019 — заместитель начальника Центра кибербезопасности Государственной службы специальной связи и защиты информации — начальник 1 отдела 5 центра защиты информации и разработки и внедрения технологии киберзащиты Государственного НИИ спецсвязи.
- Сентябрь 2019 — август 2020 — военная служба в Центральном аппарате СБУ[6].

### Семья
Был женат. Жена — Сергийчук Анна. Воспитывал сына Максима и дочь Дарью.

### Награды
Награждён известными медалями «За отличие в Службе» в 2007 году и др.,
Почётной Грамотой Председателя Верховной Рады Украины, 2004 г.
Личным боевым оружием за выполнение специальных заданий в зоне АТО в 2014 году.
Удостоверение участника боевых действий от 13 декабря 2015 года.

## Гибель
Погиб 27 августа 2024 года в результате ночного ракетного удара России по гостинице «Аврора» в Кривом Роге.